# Jean-Paul Lécot
Jean-Paul Lécot (* 9. července 1947, Provins) je francouzský skladatel, varhaník a klávesista.

## Dílo
Jeho asi nejznámějším dílem je hudba oficiální hymny Velkého jubilea 2000 s názvem Sláva tobě, Ježíši Kriste (italsky Gloria a te, Cristo Gesu). Text ke skladbě napsala Jacqueline Frédéric Frié. Hymnu nazpíval a poprvé na veřejnosti prezentoval Andrea Bocelli. Hymna se dočkala textových překladů do velkého množství jazyků včetně češtiny.
Lécot je autorem řady dalších varhaních skladeb.